# Рафал Ґжиб
Рафал Ґжиб (пол. Rafał Grzyb, нар. 16 січня 1983, Єнджеюв) — польський футболіст, півзахисник клубу «Ягеллонія».
Виступав, зокрема, за клуби «В'єрна Малогощ», «Полонія» (Битом) та «Полонія» (Битом).
Володар Кубка Польщі. Володар Суперкубка Польщі.

## Ігрова кар'єра
У дорослому футболі дебютував 2001 року виступами за команду клубу «В'єрна Малогощ», в якій провів шість сезонів. 
Протягом 2006 року захищав кольори команди клубу «Гурник» (Ленчна).
Своєю грою за останню команду привернув увагу представників тренерського штабу клубу «Полонія» (Битом), до складу якого приєднався наприкінці 2006 року на правах оренди. Відіграв за битомську команду наступний сезон своєї ігрової кар'єри. Більшість часу, проведеного у складі «Полонії», був основним гравцем команди.
У 2007 році уклав контракт із клубом «Полонія» (Битом). Цього разу провів у складі його команди три сезони. Граючи у складі «Полонії» також здебільшого виходив на поле в основному складі команди.
До складу клубу «Ягеллонія» приєднався 2010 року. Відтоді встиг відіграти за команду з Білостока 215 матчів в національному чемпіонаті. Наразі є капітаном команди.

## Титули і досягнення
- Володар Кубка Польщі (1):

«Ягеллонія»: 2010
- Володар Суперкубка Польщі (1):

«Ягеллонія»: 2010